# Плоды земли

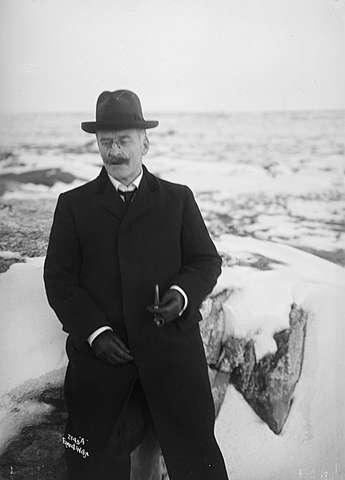
Фотография Кнута Гамсуна 1914 года

«Плоды земли» (также встречается название «Соки земли») (норв. Markens Grøde) — роман норвежского писателя Кнута Гамсуна, за который он получил Нобелевскую премию по литературе в 1920 году.

## История создания
Отчуждение от общества и неприятие в связи с событиями Первой мировой войны — индустриального века стало причиной переезда Кнута Гамсуна на ферму. Там он и написал роман «Плоды земли», в котором рассказывается о жизни норвежских крестьян-новосёлов, сохранивших свою вековую привязанность к земле и верность патриархальным традициям. За это своё произведение Кнут Гамсун в 1920 году получил Нобелевскую премию по литературе.
Представитель Шведской академии Харальд Йерне в своей речи сказал: «Те, кто ищет в литературе… правдивое изображение реальности, найдет в „Соках земли“ рассказ о той жизни, какой живет любой человек, где бы он ни находился, где бы ни трудился». Йерне даже сравнил роман Гамсуна с дидактическими поэмами Гесиода.

## Сюжет
Роман состоит из двух частей.
Роман начинается с того, что в лес приходит человек по имени Исаак, который начинает обустраивать в нём своё новое жильё. Вскоре к нему присоединяется девушка Ингер. Вместе с Исааком они занимаются хозяйством, которое через недолгое время становится весьма большим.
В произведении описывается их жизнь, наполненная многочисленными возникающими проблемами, как хорошими, так и плохими событиями. Разрастающееся хозяйство Исаака и Ингер приводит к появлению завистников, которые доводят Ингер до преступления, за которое ей пришлось 6 лет провести в тюрьме Тронхейма.
Во второй части, описывается появление других новосёлов, а также их взаимоотношения и судьбы.

## Персонажи
- Исаак — главный персонаж романа. Человек, посвятивший свою жизнь земле.
- Ингер — имеет физическое уродство — заячью губу. Не найдя счастья в посёлке уходит в лес, присоединяется к Исааку и вместе с ним создаёт семью.
- Олина — родственница Ингер. Бедная и очень завистливая.
- Гейслер — вначале ленсман (должностное лицо) ближайшего посёлка. В связи с конфликтом с крестьянами вынужден покинуть посёлок. Очень хорошо относится к Ингер и Исааку. В сложные моменты их жизни приходит на помощь
- Элесеус (Елисей) — первый сын Исаака и Ингер. Не испытывает никакого интереса к земледелию. Все его начинания — работа в конторе, открытие магазина и другие заканчиваются провалом. В конце уезжает в Америку, откуда уже и не возвращается

Он не годился в плотники, он годился лишь на то, чтобы писать буквы, на это способны не все и не каждый, но дома никому не дано было оценить его замечательную учёность, кроме разве матери

- Сиверт — второй сын Исаака и Ингер. Продолжатель дела отца
- Бреде Ольсен — второй после Исаака новосёл в округе. Его поместье называется Брейдаблик. Пример того, как не надо вести хозяйство
- Аксель Стрём — один из новосёлов. Простой, но очень трудолюбивый человек. Под конец романа женится на Барбру

— Ведь люди как-никак важнее скотины, — сказал он. Аксель же думал совсем по-другому:
— Скотина важнее, а люди всегда найдут себе пристанище на зиму

- Барбру (Варвара) — дочь Бреде. Вначале описывается с негативной стороны. Не найдя себе места в большом городе вынуждена вернуться обратно к отцу. После многих злоключений находит себя и выходит замуж за одного из новых поселенцев Акселя Стрёма.